# Tulpenrevolution

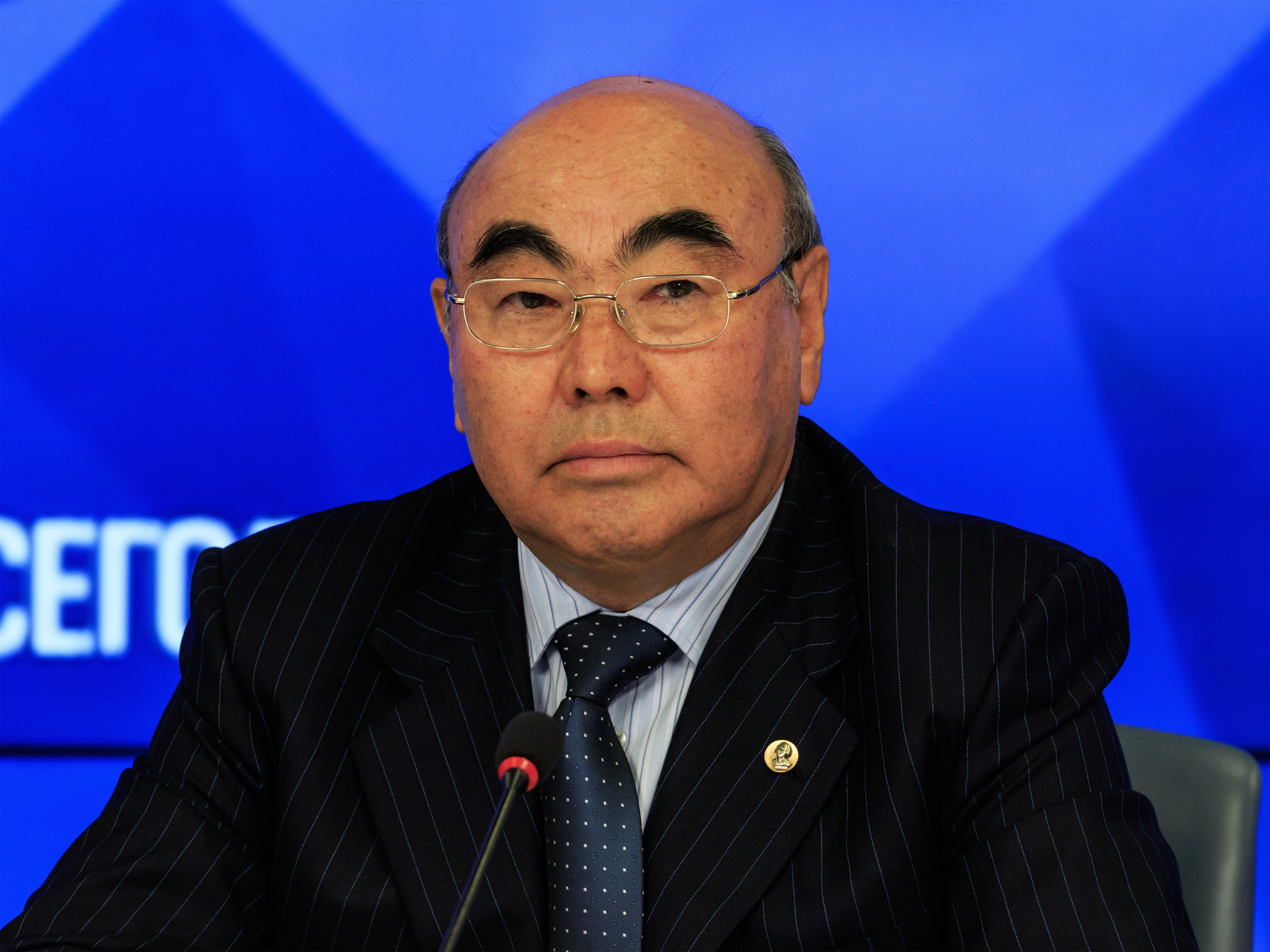
Staatspräsident Askar Akajew

Mit dem Begriff Tulpenrevolution bezeichnet man den Massenaufstand in Kirgisistan im März 2005. Sie wird den sogenannten Farbrevolutionen zugeordnet.

## Name
Der Name entstammt einem Symbol der Opposition, der Gebirgstulpe. Erklärtes Ziel war der Rücktritt des diktatorisch regierenden Präsidenten Askar Akajew. Die Tulpenrevolution steht somit in einer Reihe mit der Rosenrevolution in Georgien und der orangen Revolution in der Ukraine, war jedoch im Gegensatz zu diesen auch gewalttätig.
Die Gemeinsamkeit mit den sogenannten Farbrevolutionen in Georgien und der Ukraine besteht darin, dass auch die kirgisische Opposition gegen den Wahlbetrug der Regierungspartei aufbegehrte und protestierte. Akajew manipulierte wahrscheinlich die Parlamentswahl Ende Februar/Anfang März, um seinen Machterhalt zu sichern.

## Verlauf

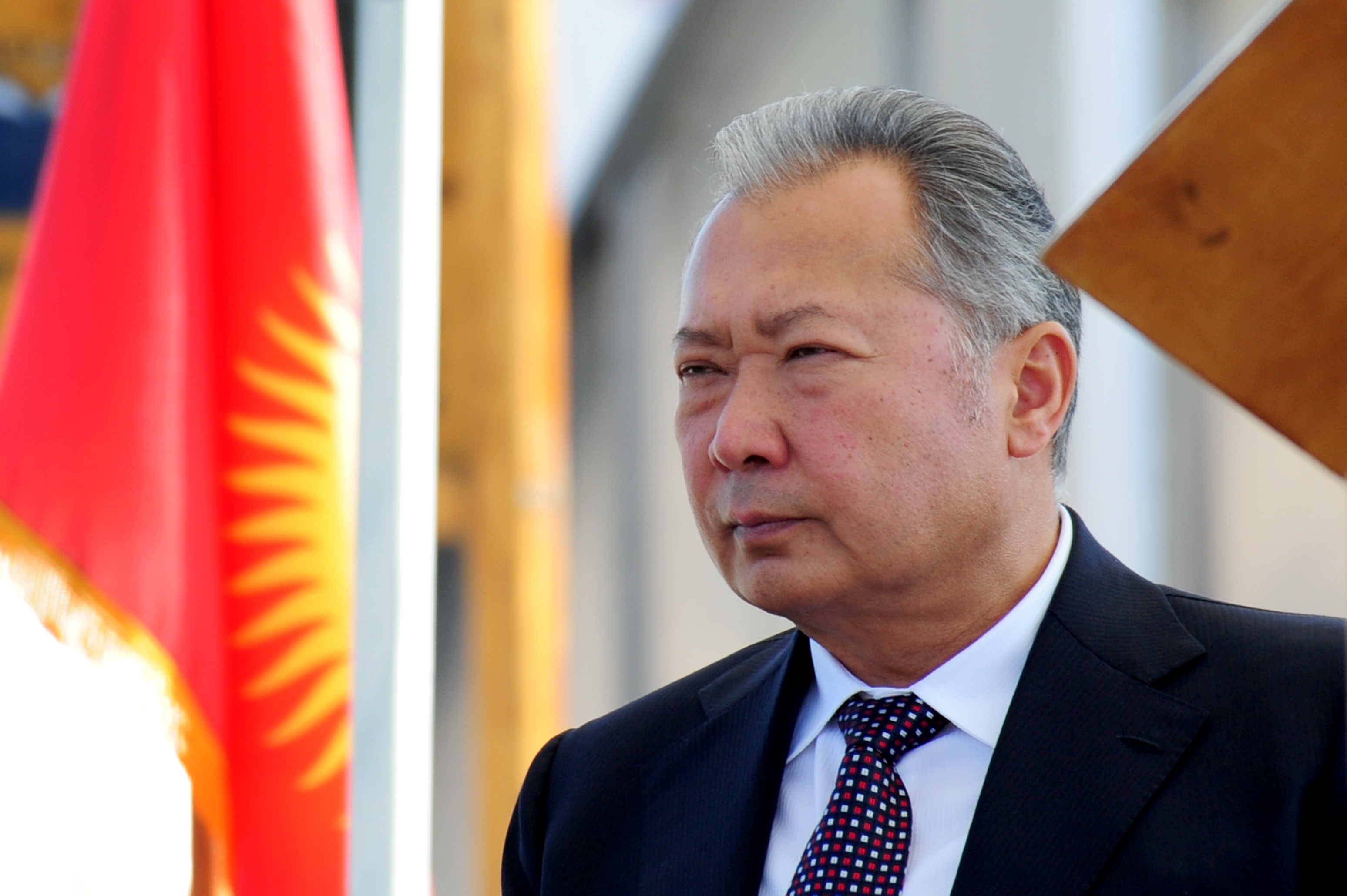
Neuer Staatspräsident Kurmanbek Bakijew (2009)

### Vorgeschichte
Kirgisistan erlangte 1991 die Unabhängigkeit, der unter Gorbatschow als Reformer etablierte Askar Akajew wurde Präsident. Der Regierungsstil Akajews wurde in den Jahren vor der Revolution zunehmend autoritär. Er setzte mehrere Verfassungsänderungen durch, die mehr und mehr Macht in sein Amt brachten und dem Parlament Macht entzogen. Vor den Wahlen 2005 wurden NGOs durch kurz zuvor aufgestellte Regelungen handlungsunfähig gemacht und in einigen Fällen sogar bedroht. Die Medien wurden vermutlich auch von Akajew beeinflusst.

### Proteste
Nach den umstrittenen Parlamentswahlen am 27. Februar 2005, die nach Angaben von OSZE-Beobachtern nicht demokratischen Standards entsprachen, kam es zu Unruhen.
Die Unruhen brachen zunächst im Süden aus. In Dschalal-Abad versammelten sich am 15. März tausende zu einem sogenannten Volkskongress mit dem Ziel der Errichtung einer neuen Regierung, bei der unter anderen Rosa Otunbajewa und Kurmanbek Bakijew anwesend waren. In Bischkek lieferten sich Demonstranten einige Tage später Kämpfe mit der Polizei und Sicherheitskräften, es wurde Tränengas eingesetzt. Höhepunkt war die Erstürmung des Weißen Hauses in Bischkek. Das Gebäude wurde stundenlang besetzt. Der Präsident floh mit einem Hubschrauber.

### Folgen
Präsident Akajew und seine Regierung traten unter dem Druck der Demonstrationen am 24. März 2005 zurück. Akajew floh zunächst nach Kasachstan und dann nach Russland, wo ihm Asyl gewährt wurde. Oppositionsführer Kurmanbek Bakijew wurde zum Übergangspräsidenten bestimmt und bei der Präsidentschaftswahl in Kirgisistan 2005 im Amt bestätigt. Felix Kulow wurde Regierungschef, Bakijew und Kulow waren als Tandem angetreten, um die unterschiedlichen Strömungen im Süden und Norden des Landes zu befriedigen.

## Reaktionen
Akajew behauptete im Exil, die USA hätten die Demonstranten bezahlt. Die USA und die Europäische Union appellierten für eine friedliche Lösung. Russland äußerte sich nicht eindeutig, ein Einschreiten wie später in Kasachstan hielten Beobachter für unwahrscheinlich.